# Matteo Pérez

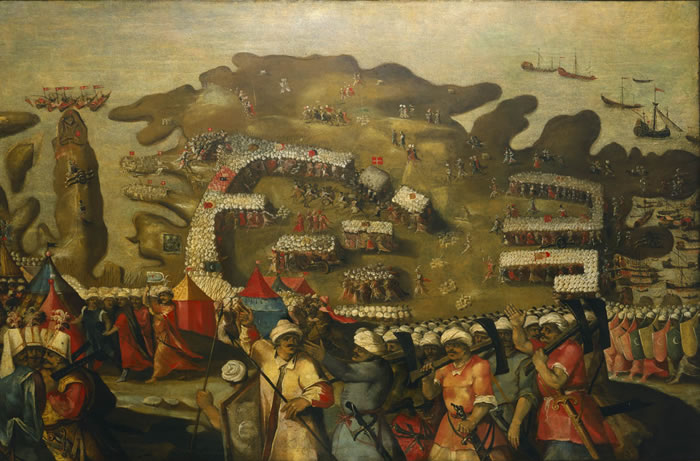
Het beleg van Malta - de aankomst van de Turken, Matteo Prez d'Aleccio

Matteo Pérez (Lecce, 1547 - Lima, 1628) was een Italiaans kunstschilder uit het maniërisme. Hij maakte vooral godsdienstige, maritieme en historische werken. In zijn geboortestreek bij Lecce stond hij vooral bekend als Matteo da Lecce.

## Biografie
Matteo da Lecce werd geboren in de Italiaanse stad Lecce en werd later lid van de Accademia di San Luca in Rome. Daar bestudeerde hij de werken van Michelangelo in de Sixtijnse Kapel. In Rome werkt hij onder andere voor de pausen Pius V en Gregorius XIII. Enkele van zijn schilderijen zijn te zien in de Villa d'Este en Villa Mandragone.
Na zijn Romeinse periode is hij een paar jaar actief geweest op Malta. Hij decoreerde daar het Grootmeesterspaleis met fresco's van het Beleg van Malta in 1565. Daarna vertrok hij naar Spanje waar hij actief was in Sevilla. Hij werkte daar vooral aan de plaatselijke kathedraal. In 1589 trok hij verder naar Lima. Hij stierf daar ook in 1628.